# Swjatohoriwka
Swjatohoriwka (ukrainisch Святогорівка; russisch Святогоровка Swjatogorowka) ist eine Siedlung städtischen Typs im Nordwesten der ukrainischen Oblast Donezk mit etwa 1900 Einwohnern.

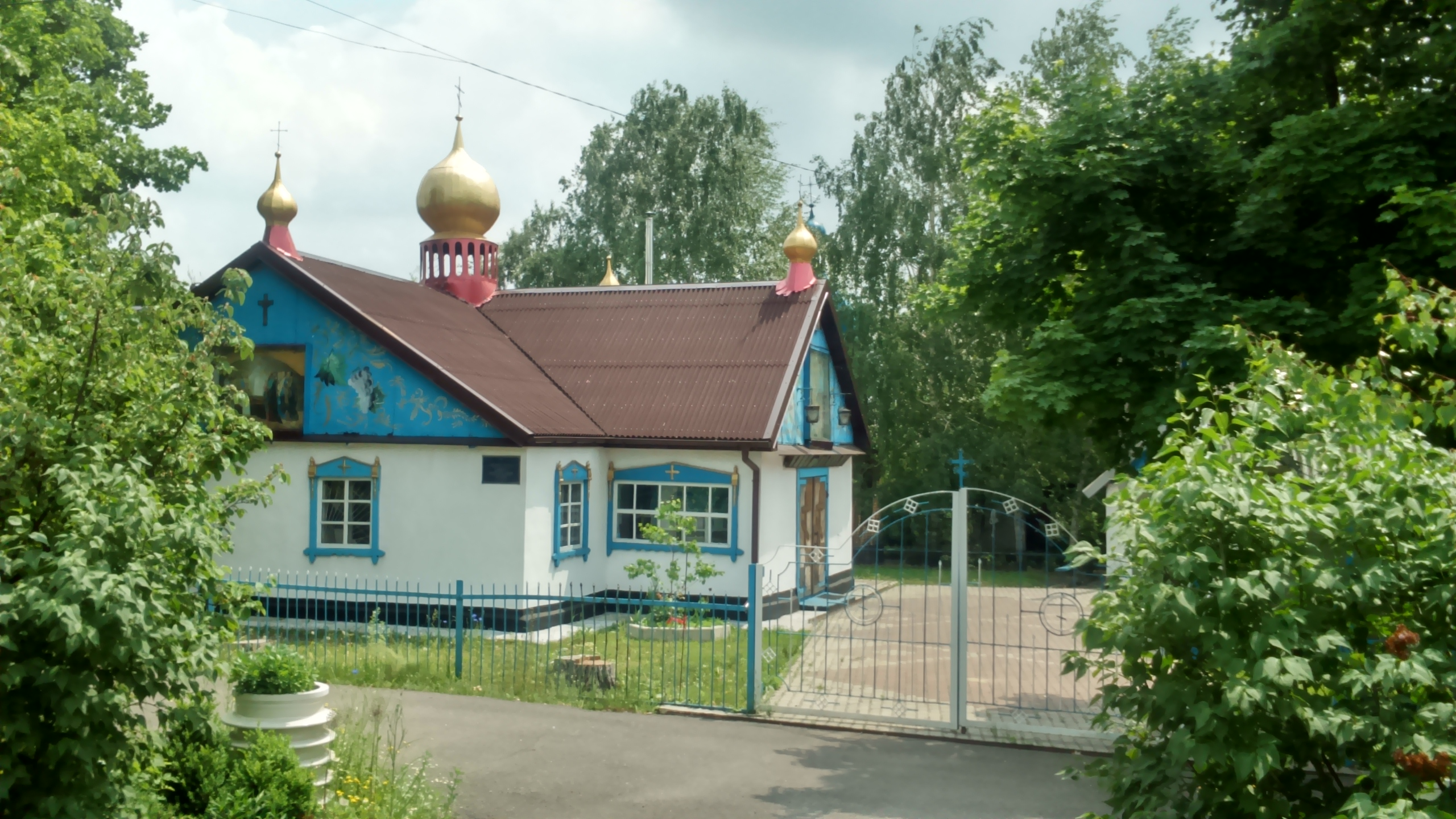
Kirche im Ort

Swjatohoriwka, das bis 1900 den Namen Schtepine (ukrainisch Штепине) trug, ist seit 1964 eine Siedlung städtischen Typs und war bis Juli 2020 das administrative Zentrum der gleichnamigen Siedlungsratsgemeinde im Rajon Dobropillja.
Die Ortschaft grenzt an den Nordosten des Stadtgebietes von Dobropillja und zieht sich in Ost-West-Richtung beidseitig am Ufer des Byk (Бик), einem 108 km langen, linken Nebenfluss der Samara, entlang. Durch die Siedlung verläuft in Nord-Süd-Richtung die Territorialstraße T–05–15.
Am 12. Juni 2020 wurde die Siedlung ein Teil der neugegründeten Stadtgemeinde Dobropillja, bis dahin bildete sie zusammen mit den Dörfern Kopani (Копані), Nowoukrajinka (Новоукраїнка), Nowowiktoriwka (Нововікторівка), Wiktoriwka (Вікторівка) und Wiriwka (Вірівка) die gleichnamige Siedlungsratsgemeinde Swjatohoriwka (Святогорівська селищна рада/Swjatohoriwska selyschtschna rada) im Zentrum des Rajons Dobropillja.
Seit dem 17. Juli 2020 ist sie ein Teil des Rajons Pokrowsk.

## Söhne und Töchter der Ortschaft
- Wiktor Michailowitsch Schdanow (1914–1987), sowjetischer Virologe